# Wiggen
Wiggen är en ort i kommunen Escholzmatt-Marbach i kantonen Luzern i Schweiz. Den ligger cirka 34,5 kilometer sydväst om Luzern, vid floden Ilfis. Orten har 540 invånare (2023).
Före den 1 januari 2013 tillhörde Wiggen kommunen Escholzmatt.